# Mia Wild
Mia Wild (* 11. Juli 2006 in Vinkovci) ist eine kroatische Leichtathletin, die im Sprint und Hürdenlauf an den Start geht.

## Sportliche Laufbahn
Erste internationale Erfahrungen sammelte Mia Wild im Jahr 2022, als sie bei den U18-Balkan-Meisterschaften in Bar in 13,92 s die Silbermedaille im 100-Meter-Hürdenlauf gewann. Anschließend schied sie bei den U18-Europameisterschaften in Jerusalem mit 13,67 s im Halbfinale aus und verpasste mit der kroatischen Sprintstaffel (1000 Meter) mit 2:14,85 min den Finaleinzug. Daraufhin belegte sie bei den U20-Balkan-Meisterschaften in Denizli in 12,27 s den siebten Platz im 100-Meter-Lauf, ehe sie beim Europäischen Olympischen Jugendfestival (EYOF) in Banská Bystrica in 13,46 s die Goldmedaille im Hürdensprint gewann. Im Jahr darauf wurde sie mit der kroatischen 4-mal-100-Meter-Staffel bei der 2. Liga der Team-Europameisterschaft im Rahmen der Europaspiele in Chorzów mit 45,48 s Sechste im B-Lauf. Anschließend schied sie bei den U20-Europameisterschaften in Jerusalem mit 13,62 s im Semifinale über 100 m Hürden aus und kam mit der Staffel im Vorlauf nicht ins Ziel. Anfang September siegte sie dann in 13,56 s bei den U18-Balkan-Meisterschaften in Sivas und sicherte sich mit der Staffel in 47,01 s die Silbermedaille. 2024 siegte sie in 7,35 s im 60-Meter-Lauf bei den U20-Balkan-Hallenmeisterschaften in Belgrad und siegte zudem in 8,21 s auch über 60 m Hürden. Anschließend gewann sie bei den Balkan-Hallenmeisterschaften in Istanbul in 7,42 s die Silbermedaille über 60 Meter hinter der Griechin Polyniki Emmanouilidou und gewann über 60 m Hürden in 8,13 s ebenfalls die Silbermedaille und musste sich damit nur der Slowenin Nika Glojnarič geschlagen geben. Ende Mai belegte sie bei den Freiluft-Balkan-Meisterschaften in Izmir in 13,23 s den vierten Platz über 100 m Hürden. Im August gewann sie bei den U20-Weltmeisterschaften in Lima in 13,15 s die Silbermedaille. Im Jahr darauf siegte sie in 8,11 s über 60 m Hürden bei den U20-Balkan-Hallenmeisterschaften in Sofia und gewann über 60 Meter in 7,38 s die Silbermedaille. In der Woche darauf siegte sie in 8,06 s bei den Balkan-Hallenmeisterschaften in Belgrad über 60 m Hürden, ehe sie bei den Halleneuropameisterschaften in Apeldoorn mit 8,11 s in der ersten Runde ausschied. Kurz darauf schied sie bei den Hallenweltmeisterschaften in Nanjing mit 8,10 s im Halbfinale über 60 m Hürden aus. Ende Juni wurde sie bei der 2. Liga der Team-Europameisterschaft in Maribor in 13,18 s Erste im B-Lauf über 100 m Hürden und gelangte mit der 4-mal-100-Meter-Staffel mit 45,03 s auf Rang sechs im A-Lauf. Anschließend belegte sie bei den Balkan-Meisterschaften in Volos in 13,64 s den achten Platz im A-Lauf über 100 m Hürden, ehe sie bei den U20-Europameisterschaften in Tampere in 13,48 s den fünften Platz belegte. 
2024 wurde Wild kroatische Meisterin im 100-Meter-Lauf sowie 2024 und 2025 über 100 m Hürden. Zudem wurde sie 2023 Hallenmeisterin im 60-Meter-Lauf.

## Persönliche Bestleistungen
- 100 Meter: 11,63 s (−0,6 m/s), 29. Juni 2024 in Karlovac (kroatischer U20-Rekord)
  - 60 Meter (Halle): 7,35 s, 4. Februar 2024 in Belgrad
- 100 m Hürden: 13,10 s (+0,0 m/s), 17. Mai 2024 in St. Pölten (kroatischer U20-Rekord)
  - 60 m Hürden (Halle): 8,06 s, 15. Februar 2025 in Belgrad